# A/X-101
A/X-101 (エーエックス101?) es un videojuego de disparos sobre rieles de 1994 desarrollado por Micronet y Genki y publicado por Sega y Absolute Entertainment para Sega Mega-CD.

## Sinopsis
En el futuro año 2500, la humanidad ha alcanzado su apogeo en viajes espaciales y paz, pero tras contactar con vida extraterrestre por primera vez, la Tierra es atacada y casi conquistada por una raza alienígena guerrera llamada los Gurzons. La Fuerza de Defensa de la Tierra descubre que el enemigo de los Gurzon reside en el lejano planeta alienígena Prism, quienes contactaron con la Tierra como advertencia contra la inminente invasión Gurzon. Investigaciones posteriores conducen al descubrimiento de un sistema de actualización informática ubicado en Prism llamado A/X-101, un programa armamentístico que promete liberar a la Tierra del control de los Gurzon. Defensa de la Tierra envía a cuatro de sus mejores pilotos de combate —Bob, Kelly, Chris y su capitán (el jugador)— a viajar a Prism, recuperar el A/X-101 y usarlo contra todas las bases planetarias de los Gurzon.

## Jugabilidad
Los jugadores asumen el rol de uno de los cuatro cazas estelares de la EDF desplegados en su camino al planeta Prism. La nave del jugador solo tiene dos armas: cañones láser y ojivas de fusión (bombas inteligentes). Si bien el fuego de los cañones láser es ilimitado, su potencia se debilita con el uso continuo y debe recargarse para obtener explosiones con toda su potencia. Las ojivas de fusión eliminarán a los enemigos más pequeños de la pantalla, aunque solo dañarán a los enemigos más grandes y fuertes, y la nave solo puede cargar cinco a la vez. El jugador puede reponer su reserva de bombas acumulando puntuaciones más altas. Después de que los cazas estelares de la EDF descarguen el A/X-101, el escudo de la nave aumenta al 120% y su fuego láser aumenta su potencia. La nave también tiene un escudo de energía que funciona como barra de salud. Los jugadores no tenían vidas y solo tres continuaban después de que su nave fuera destruida en combate.

## Recepción
El crítico de Mega Andy Dyer escribió que "me llevó más tiempo escribir esta reseña de 400 palabras que terminar el juego".